# 宮町遺跡

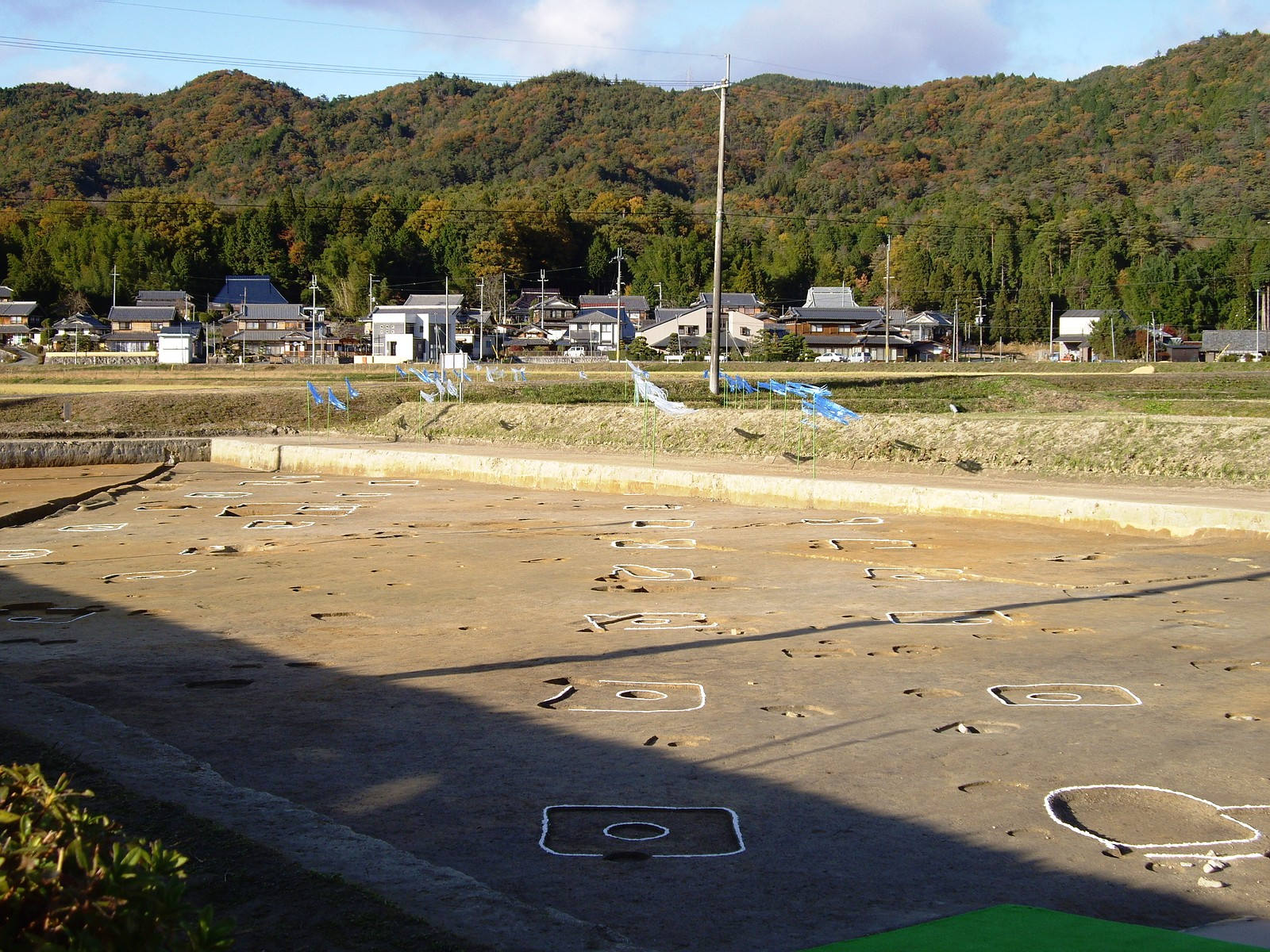
宮町遺跡 東脇殿跡（2007年）

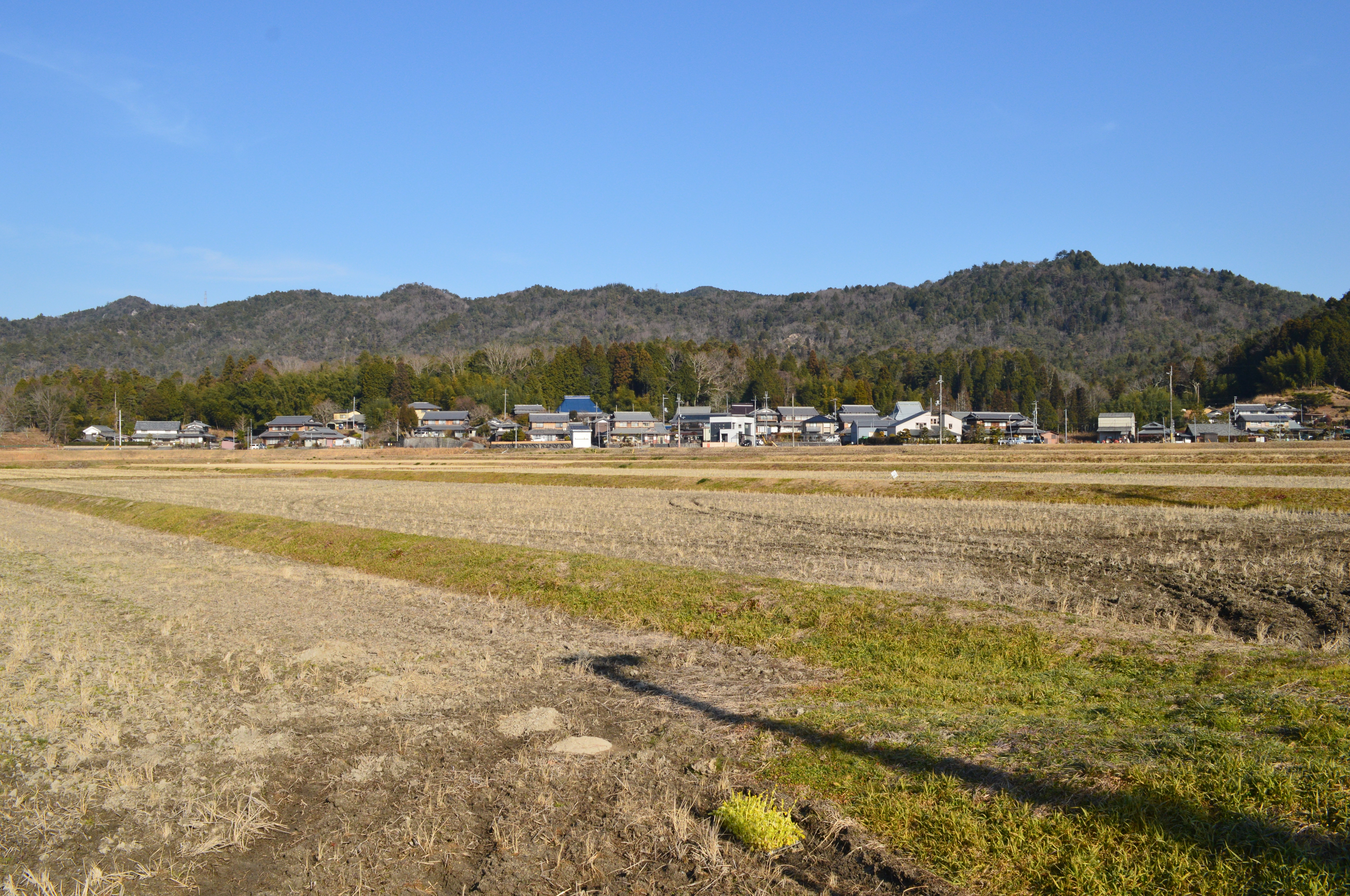
朝堂院から朝堂前殿を望む
（2017年）

宮町遺跡（みやまちいせき）または紫香楽宮跡 宮町地区（しがらきのみやあと みやまちちく）は、滋賀県甲賀市信楽町宮町にある古代宮殿遺跡。国の史跡に指定されている（史跡「紫香楽宮跡」のうち）。
奈良時代に聖武天皇が営んだ紫香楽宮（信楽宮/甲賀宮）跡に比定する説が確実視される。

## 概要
1980年から1982年度にかけて実施された遺跡分布調査とその際の聞き取り調査で昭和40年代前半に実施された圃場整備事業の時に柱根や遺物が出土していたことが判明したため遺跡の存在が明らかになり、1984年（昭和59年）から発掘調査が進められている。
その出土した柱根は地元住民の自宅に保管されていたが、1986年（昭和61年）に奈良国立文化財研究所（現在の奈良文化財研究所）の光谷拓実が開発した年輪年代測定法によって、伐採年が天平14年（742年）秋から15年（743年）冬の間であることが判明し、宮町遺跡は聖武天皇の紫香楽宮（742 - 745）の候補地として一躍注目されることになった。
2000年（平成12年）の調査で中心部分の巨大な建物跡が検出され、宮町遺跡が紫香楽宮の宮殿部分であることが判明した。それ以前は、内裏野地区（1926年、紫香楽宮跡として国の史跡に指定）が宮跡とされていたが、上記調査によって宮町遺跡が実際の紫香楽宮跡であると考えられるようになった。現在では、内裏野地区は聖武天皇の大仏造立に伴って建立された甲賀寺（甲可寺）跡とする説が主流である。2005年（平成17年）3月には、宮町遺跡を含む19.3haが国の史跡「紫香楽宮跡」に追加指定され、保存が図られている。
当遺跡の確認とほぼ同時期に新宮神社遺跡・鍛冶屋敷遺跡が確認されたため、紫香楽宮跡周辺の再調査が行われた。また、内裏野地区で発掘された遺物を展示する資料室も、宮町遺跡の関連として1998年（平成8年）から開設された。また、遺跡周辺の施設（公衆トイレ、案内板等）の整備も行われた。ただし、一部の施設は東海自然歩道の施設に属している。
なお、この遺跡の一部の朱雀大路にあった橋の遺構は、新名神高速道路建設時に橋梁の場所と重なるため、失われた。